# Теодор Корона Музаки
Теодор Корона Музаки или Теодор III Музаки (на албански: Theodhor Koronë Muzaka, на италиански: Teodoro III Musachi) е средновековен албански аристократ, участник във въстания срещу османците и един от дейците на Лежката лига (1444).

## Живот
Произхожда от знатния род Музаки. Той е син на Андрей III Музаки и Кирана, дъщеря на владетеля на крепостта Аргирокастро.
Теодор III поема управлението на Княжество Музака през 1389 или 1390 г. след смъртта на чичо си Теодор II Музака, чийто единствен син Никола по това време вече е мъртъв или все още е държан в плен от леля си Комита Музаки.
Родът Музаки е враждувал с Крали Марко. В този конфликт вероятно е участвал и Теодор, по това време все още младеж. Това обяснява защо в сръбската и южнославянската епос той е наричан Корун Арамия или още Корун Кеседжия, врага на Крали Марко.
В края на 1411 г. Теодор III Музаки побеждава и взема в плен Никита Топия. Това събитие е отразено във венециански източници от 29 февруари 1412 година. Никита Топия е освободен с намесата на Дубровник през 1413 г., след като отстъпва част от земите си на Музаки.
Между 1437 и 1438 г. в района на Берат под водачеството на Теодор III избухва въстание срещу османците, което подобно на това между 1432 и 1436 г., е потушено.
През 1444 г. Теодор III Музаки се присъединява към Лежката лига. Той умира в края на декември 1449 или през януари 1450 г., без да може да предаде земите си на своя наследник, тъй като синът му е обърнат в исляма от османците и под името Якуп бей управлява един от санджаците на Албания. Затова преди смъртта си Теодор завещава владенията си на Скендербег. Но скоро след това османците изненадващо нападат и превземат Берат. По-късно Скендербег неуспешно обсажда града през 1455 г.